# FIBA Asia Champions Cup 2019
La FIBA Asia Champions Cup 2019 è stata la ventottesima edizione della massima competizione continentale per club di basket dell'Asia organizzata dalla FIBA Asia, la FIBA Asia Champions Cup. Il torneo, a cui hanno preso parte 8 squadre provenienti da altrettante nazioni, si è svolto in Thailandia dal 24 al 29 settembre 2019, presso lo Stadium29 di Nonthaburi dove si sono giocate tutte le partite.
Al termine dei sei giorni di competizione ad aggiudicarsi il titolo di Campione d'Asia è stata la squadra giapponese dell'Alvark Tokyo, che per la prima volta nella sua storia ha vinto il trofeo, dopo aver battuto i libanesi dell'Al-Riyadi Beirut nella finalissima per 98 a 74.

## Squadre qualificate
Le seguenti squadre si sono qualificate al torneo:
| Squadra             | Metodo qualificazione                       |
| ------------------- | ------------------------------------------- |
| Guangdong S. Tigers | Vincitori della CBA 2018-2019               |
| Ulsan Phoebus       | Vincitori della KBL 2018-2019               |
| Alvark Tokyo        | Vincitori della B.League 2018-2019          |
| Al-Riyadi Beirut    | Wild card                                   |
| Fubon Braves        | Torneo qualificazione interzona orientale   |
| Hi-Tech Bangkok     | Torneo qualificazione interzona orientale   |
| Naft Abadan         | Torneo qualificazione interzona occidentale |
| Al-Muharraq         | Torneo qualificazione interzona occidentale |

## Fase a Gironi

### Gruppo A
| Pos | Squadra         | G | V | P | PF  | PS  | DP  | Pt | Qualificazione          |
| --- | --------------- | - | - | - | --- | --- | --- | -- | ----------------------- |
| 1   | Naft Abadan     | 3 | 3 | 0 | 224 | 192 | +32 | 6  | Fase Finale             |
| 2   | Al-Muharraq     | 3 | 2 | 1 | 246 | 246 | 0   | 5  | Fase Finale             |
| 3   | Fubon Braves    | 3 | 1 | 2 | 235 | 222 | +13 | 4  | Piazzamento 5º/8º posto |
| 4   | Hi-Tech Bangkok | 3 | 0 | 3 | 211 | 256 | −45 | 3  | Piazzamento 5º/8º posto |

### Gruppo B
| Pos | Squadra             | G | V | P | PF  | PS  | DP  | Pt | Qualificazione          |
| --- | ------------------- | - | - | - | --- | --- | --- | -- | ----------------------- |
| 1   | Al-Riyadi Beirut    | 3 | 3 | 0 | 260 | 252 | +8  | 6  | Fase Finale             |
| 2   | Alvark Tokyo        | 3 | 2 | 1 | 250 | 223 | +27 | 5  | Fase Finale             |
| 3   | Ulsan Phoebus       | 3 | 1 | 2 | 264 | 258 | +6  | 4  | Piazzamento 5º/8º posto |
| 4   | Guangdong S. Tigers | 3 | 0 | 3 | 228 | 261 | −33 | 3  | Piazzamento 5º/8º posto |

## Fase Finale
|  | Semifinali       | Semifinali       | Semifinali       |                  |              | Finale          | Finale          | Finale          |  |
|  |                  |                  |                  |                  |              |                 |                 |                 |  |
|  | Naft Abadan      | Naft Abadan      | 73               |                  |              |                 |                 |                 |  |
|  | Naft Abadan      | Naft Abadan      | 73               |                  |              |                 |                 |                 |  |
|  | Alvark Tokyo     | Alvark Tokyo     | 80               |                  |              |                 |                 |                 |  |
|  | Alvark Tokyo     | Alvark Tokyo     | 80               |                  | Alvark Tokyo | Alvark Tokyo    | 98              |                 |  |
|  |                  |                  |                  |                  | Alvark Tokyo | Alvark Tokyo    | 98              |                 |  |
|  |                  |                  | Al-Riyadi Beirut | Al-Riyadi Beirut | 74           |                 |                 |                 |  |
|  | Al-Riyadi Beirut | Al-Riyadi Beirut | Al-Riyadi Beirut | Al-Riyadi Beirut | 74           | 100             |                 |                 |  |
|  | Al-Riyadi Beirut | Al-Riyadi Beirut |                  |                  |              | 100             |                 |                 |  |
|  | Al-Muharraq      | Al-Muharraq      | 88               |                  |              | Finale 3º posto | Finale 3º posto | Finale 3º posto |  |
|  | Al-Muharraq      | Al-Muharraq      | 88               |                  |              |                 |                 |                 |  |
|  |                  |                  |                  |                  |              |                 |                 |                 |  |
|  |                  |                  |                  |                  |              | Naft Abadan     | Naft Abadan     | 81              |  |
|  |                  |                  |                  |                  |              | Naft Abadan     | Naft Abadan     | 81              |  |
|  |                  |                  |                  |                  |              | Al-Muharraq     | Al-Muharraq     | 69              |  |

### Semi-Finali
| Nonthaburi 28 settembre 2019, ore 15:30 UTC+7 Semifinale | Naft Abadan | 73 – 80 (13-16, 30-38, 51-57) referto | Alvark Tokyo | Stadium29 |
| \| \| \| \| \| Haddadi 29 \| Punti \| 19 Kojima \| \| Davoudichegani, Khahbahrami 5 \| Assist \| 4 Kojima \| \| Haddadi, Kazemi 8 \| Rimbalzi \| 10 Mačvan \| \| Ehmad Sameri \| Allenatori \| Luka Pavićević \| |             |                                       |              |           |
| |             |                                       |              |           |
| Haddadi 29 | Punti       | 19 Kojima                             |              |           |
| Davoudichegani, Khahbahrami 5 | Assist      | 4 Kojima                              |              |           |
| Haddadi, Kazemi 8 | Rimbalzi    | 10 Mačvan                             |              |           |
| Ehmad Sameri | Allenatori  | Luka Pavićević                        |              |           |

| Nonthaburi 28 settembre 2019, ore 18:00 UTC+7 Semifinale | Al-Riyadi Beirut | 100 – 88 (24-21, 45-51, 75-71) referto | Al-Muharraq | Stadium29 |
| \| \| \| \| \| Arakji 24 \| Punti \| 34 Harris \| \| Arakji 7 \| Assist \| 4 Murphy, Malabes \| \| Abdelnour 14 \| Rimbalzi \| 9 Harris \| \| Ahmad El Farran \| Allenatori \| Glacus Dean Murray \| |                  |                                        |             |           |
| |                  |                                        |             |           |
| Arakji 24 | Punti            | 34 Harris                              |             |           |
| Arakji 7 | Assist           | 4 Murphy, Malabes                      |             |           |
| Abdelnour 14 | Rimbalzi         | 9 Harris                               |             |           |
| Ahmad El Farran | Allenatori       | Glacus Dean Murray                     |             |           |

### Finale Terzo posto
| Nonthaburi 29 settembre 2019, ore 15:30 UTC+7 Finale Terzo posto | Naft Abadan | 81 – 69 (30-25, 50-48, 67-06) referto | Al-Muharraq | Stadium29 |
| \| \| \| \| \| Davarpanah 31 \| Punti \| 19 Murphy \| \| Davoudichegani 8 \| Assist \| 9 Alderazi \| \| Kazemi 15 \| Rimbalzi \| 11 Murphy \| \| Ehmad Sameri \| Allenatori \| Glacus Dean Murray \| |             |                                       |             |           |
| |             |                                       |             |           |
| Davarpanah 31 | Punti       | 19 Murphy                             |             |           |
| Davoudichegani 8 | Assist      | 9 Alderazi                            |             |           |
| Kazemi 15 | Rimbalzi    | 11 Murphy                             |             |           |
| Ehmad Sameri | Allenatori  | Glacus Dean Murray                    |             |           |

### Finale
| Nonthaburi 29 settembre 2019, ore 18:00 UTC+7 Finale | Alvark Tokyo | 98 – 74 (22-12, 47-26, 71-50) referto | Al-Riyadi Beirut | Stadium29 |
| \| \| \| \| \| Mačvan 20 \| Punti \| 31 Ibekwe \| \| Ando 7 \| Assist \| 6 Warren \| \| Kirk 12 \| Rimbalzi \| 6 Abdelnour, Bawji \| \| Luka Pavićević \| Allenatori \| Ahmad El Farran \| |              |                                       |                  |           |
| |              |                                       |                  |           |
| Mačvan 20 | Punti        | 31 Ibekwe                             |                  |           |
| Ando 7 | Assist       | 6 Warren                              |                  |           |
| Kirk 12 | Rimbalzi     | 6 Abdelnour, Bawji                    |                  |           |
| Luka Pavićević | Allenatori   | Ahmad El Farran                       |                  |           |

| FIBA Asia Champions Cup 2019 |
| ---------------------------- |
| Alvark Tokyo 1º Titolo       |

## Premi

### Riconoscimenti individuali
| Riconoscimento              | Giocatore | Squadra      | Note  |
| --------------------------- | --------- | ------------ | ----- |
| FIBA Asia Champions Cup MVP | Alex Kirk | Alvark Tokyo | [ 3 ] |

### Quintetti ideali
| All-FIBA Asia Champions Cup First Team | All-FIBA Asia Champions Cup First Team | All-FIBA Asia Champions Cup Second Team | All-FIBA Asia Champions Cup Second Team |
| -------------------------------------- | -------------------------------------- | --------------------------------------- | --------------------------------------- |
| Daiki Tanaka                           | Alvark Tokyo                           | Xavier Alexander                        | Hi-Tech Bangkok                         |
| Wael Arakji                            | Al-Riyadi Beirut                       | Mike Harris                             | Al-Muharraq                             |
| Kevin Murphy                           | Al-Muharraq                            | Saeid Davarpanah                        | Naft Abadan                             |
| Alex Kirk                              | Alvark Tokyo                           | Mohammad Nikkhah                        | Naft Abadan                             |
| Hamed Haddadi                          | Naft Abadan                            | Ekene Ibekwe                            | Al-Riyadi Beirut                        |